# Tabacco

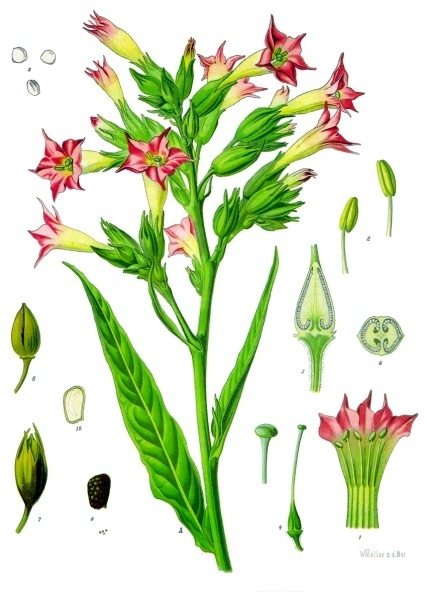
Il fiore della Nicotiana tabacum

Il tabacco è un prodotto agricolo, ottenuto dalle foglie delle piante del genere Nicotiana, famiglia Solanacee. Può essere consumato, usato come insetticida come derivato nicotinico e, in forma di tartrato di nicotina, è utilizzato in alcuni farmaci e ha proprietà emetiche; più comunemente viene usato come componente base di sigarette e di sigari, o venduto sfuso per essere fumato nella pipa.
Il tabacco è stato a lungo in uso come enteogeno nelle Americhe; tuttavia, al momento dell'arrivo degli Europei nel Nord America, divenne rapidamente popolare, da un punto di vista commerciale, come droga ricreativa. Questa divulgazione portò allo sviluppo dell'economia del Sud degli Stati Uniti, parallelamente alla coltivazione del cotone. Dopo la Guerra di secessione americana e la conseguente abolizione della schiavitù, ci fu un cambiamento nella domanda e nella forza lavoro, che permise lo sviluppo della sigaretta. Questo nuovo prodotto portò rapidamente alla crescita delle industrie del tabacco, fino agli studi scientifici sulla dannosità dei prodotti da fumo a partire dalla metà del XX secolo.
Ci sono molte specie di piante di tabacco, nel genere Nicotiana. Il termine "Nicotiana" (così come la nicotina) fu introdotto in onore di Jean Nicot, ambasciatore francese in Portogallo, che nel 1559 fece pervenire un esemplare della pianta, considerandola una medicina, alla corte di Caterina de' Medici.
A causa della proprietà di dipendenza della nicotina, l'assunzione di tabacco genera la dipendenza (tabagismo); la quantità di assorbimento, la frequenza e la velocità del consumo di tabacco si ritiene siano direttamente legate alla forza biologica di dipendenza dalla nicotina. L'uso di tabacco è un'attività che è praticata da circa 1,1 miliardi di persone e fino a un terzo della popolazione mondiale adulta. L'Organizzazione mondiale della sanità (OMS) riferisce che il tabacco è la seconda causa di morte nel mondo (dopo l'ipertensione), ma la prima causa di morte evitabile, e si stima che provochi quasi 6 milioni di decessi l'anno. Quasi l'80% dei fumatori nel mondo vive in Paesi a medio o a basso reddito.
Il 31 maggio di ogni anno l'Organizzazione mondiale della sanità (Oms) celebra la Giornata mondiale senza tabacco, evidenziando i rischi che corre la salute umana a causa del fumo e sollecitando politiche per ridurne il consumo. La prima Giornata mondiale senza tabacco venne celebrata nel 1987 per attrarre l'attenzione dell'opinione pubblica mondiale su un'importantissima causa di decesso evitabile.

## Etimologia
Si ritiene che la parola spagnola tabaco derivi dalla lingua Arawak e in particolare dal dialetto caraibico Taino che (secondo Bartolomé de Las Casas, 1552) si riferiva con questo termine ad un rotolo di foglie della pianta oppure al tabago, una sorta di pipa a forma di 'Y', usata per aspirare il fumo per le vie nasali. Altre fonti sostengono che il termine tabaco fosse adoperato nella lingua spagnola per definire erbe officinali già a partire dal 1410 e fosse un adattamento della parola araba tabbaq, che fin dal IX secolo indicava erbe di vario tipo. La parola potrebbe essere quindi stata originariamente europea e successivamente usata per questa pianta americana.

## Storia
I popoli originari del continente americano erano abituati a fare uso di tabacco prima dello sbarco dei colonizzatori europei. Ben presto questi ultimi impararono a fumare ed esportarono la pratica in Europa, dove divenne in breve tempo enormemente popolare.
Al di qua dell'Oceano Atlantico prima dell'avvento del tabacco si usava fumare altri prodotti vegetali; si usavano specie di pipe, narghilè o cannule, inserendo nel braciere dei misti di canapa, varietà di ginepri, misti di erbe aromatiche come ad esempio il farfaro, la lavanda, l'anice, ma anche funghi, etc.
Dato che assunto in dosi molto elevate il tabacco provoca effetti di tipo allucinogeno, i nativi americani non lo usavano per scopi ricreativi, ma per provocare stati di trance a scopo rituale e religioso: questa pratica era generalmente riservata ad esperti sciamani o guaritori. Oltre a fumarlo, queste popolazioni usavano il tabacco anche in altri modi: veniva mangiato fresco appena raccolto, se ne otteneva un succo da consumare come bevanda oppure era impiegato per scopi curativi.
I primi missionari condannarono con forza gli effetti del tabacco, tanto che, man mano che la loro opera di evangelizzazione si spingeva verso l'interno del continente, il suo uso a scopi magico-rituali finì per ridursi molto. Tuttavia ancor oggi l'impiego di tabacco a scopi religiosi è diffuso tra le popolazioni indigene, specialmente in Sudamerica.
Con l'arrivo degli Europei, il tabacco divenne uno dei più importanti prodotti del nuovo mondo e fornì una forte spinta per la colonizzazione dell'America meridionale molto prima che gli Stati Uniti venissero fondati. In seguito, la volontà di aumentarne la produzione provocò una forte espansione coloniale, causa dei primi conflitti con gli indios, e divenne una delle principali motivazioni per lo sfruttamento del lavoro di schiavi africani nelle piantagioni.
Nel 1609, nella colonia di Jamestown in Virginia arrivò John Rolfe, che è considerato il primo ad essere riuscito a coltivare con successo tabacco per scopi commerciali in quelle zone. A quell'epoca, il tabacco coltivato in Virginia era della specie Nicotiana Rustica ed il suo sapore non era gradito dai consumatori europei, ma Rolfe aveva portato con sé dalle isole Bermude alcuni semi di Nicotiana tabacum. Poco dopo il loro arrivo, sua moglie morì ed egli sposò in seconde nozze Pocahontas, la figlia del capo indiano Powathan.
Gli altri coloni non si dedicavano alle piantagioni di tabacco ma Rolfe, grazie alla nuova varietà che aveva introdotto, riuscì a fare fortuna coltivandolo nella sua tenuta di Varina ed esportandolo. Quando partì alla volta dell'Inghilterra con Pocahontas era un uomo ricco. Tornato a Jamestown, in seguito alla morte della moglie in Europa, continuò a dedicarsi al miglioramento della qualità del tabacco.
Già nel 1620 riusciva ad inviare in Inghilterra circa 18 tonnellate di prodotto all'anno e quando nel 1622 morì, Jamestown stava prosperando grazie alla produzione di tabacco e la sua popolazione raggiungeva le 4000 persone. La necessità di manodopera nelle piantagioni aveva spinto ad importare nella colonia i primi schiavi africani (1619).
L'introduzione e l'importazione del tabacco incontrarono una certa resistenza e furono causa di controversie fin dal XVII secolo. Il re d'Inghilterra Giacomo I nel 1604 scrisse un famoso libello intitolato A Counterblast to Tobacco ("Una forte opposizione al tabacco"), pubblicato però solo nel 1672. Nel suo saggio il re denunciava l'uso di tabacco come "un'abitudine spiacevole per l'occhio, odiosa per il naso, nociva per il cervello, pericolosa per i polmoni, e che per le sue nere e puzzolenti esalazioni ricorda l'orribile fumo che proviene dal pozzo senza fondo dello Stige".
Nello stesso anno in Inghilterra entrò in vigore uno statuto che imponeva pesanti dazi doganali per l'importazione di ogni libbra di tabacco.

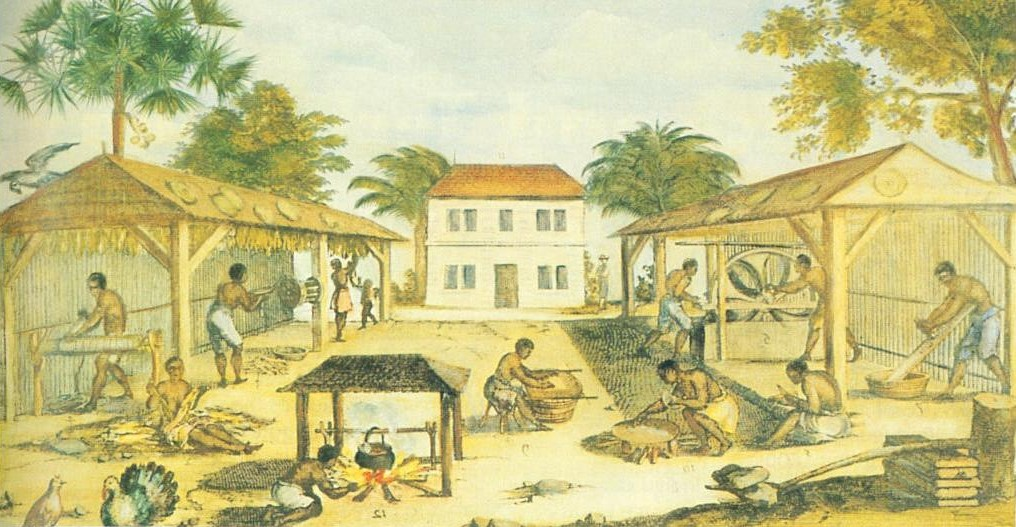
Un dipinto del 1670 che mostra schiavi africani al lavoro in un essiccatoio in una piantagione coloniale

Anche nell'Impero russo furono emanate leggi per contrastare tale vizio. Nel 1634 e successivamente nel Codice del 1649 fu proibita la vendita del tabacco e il suo consumo sia ai russi che agli stranieri. I mercanti aggiravano tale divieto facendo penetrare nel territorio ingenti quantità di merce per mezzo dei prelati greci che, giungendo in visita al paese, portavano al proprio seguito il tabacco contrabbandato, traendo ingenti guadagni.
Nel 1650 papa Innocenzo X comminò addirittura la scomunica contro chiunque usasse il tabacco all'interno della basilica di San Pietro.
Il tabacco continuò tuttavia a rappresentare un'autentica miniera d'oro per le colonie della Virginia e del Nord e Sud Carolina per tutti i secoli diciassettesimo e diciottesimo. Ampi magazzini stipati di tabacco occuparono la zona nei pressi dei moli delle nuove fiorenti cittadine coloniali come Richmond e Manchester, poste all'inizio della parte navigabile del fiume James, e di Petersburg, sul fiume Appomattox.
Fino al 1883 le accise sul commercio del tabacco rappresentarono un terzo di tutte le tasse raccolte dal governo degli Stati Uniti.
Trattandosi di un tipo di coltivazione estremamente remunerativa, il tabacco è stato oggetto di numerose attenzioni da parte della ricerca biologica e genetica. Il disastroso impatto economico provocato dalla comparsa della "malattia del mosaico del tabacco" fu la spinta che condusse all'isolamento del relativo virus, il primo virus in assoluto ad essere identificato: una fortunata coincidenza volle che si trattasse di un virus tra i più semplici e che si auto-assemblasse a partire da acido nucleico purificato e proteine. In questo modo, la scienza fu aiutata a fare rapidi progressi nel campo della virologia. Nel 1946, fu assegnato il Premio Nobel per la chimica a Wendell Meredith Stanley, grazie ai suoi studi su questo virus.

## Coltivazione

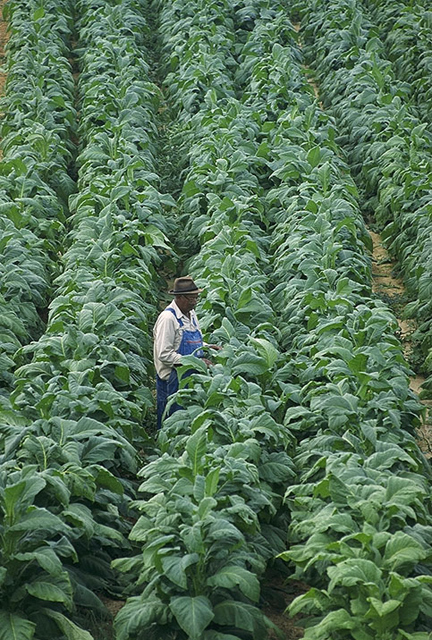
Una moderna piantagione di tabacco.

### La semina del tabacco
I semi di tabacco, dato che la loro germinazione è attivata dalla luce solare, vengono sparsi al suolo e non interrati. All'epoca delle prime piantagioni coloniali in Virginia, i semenzai venivano fertilizzati con cenere e letame (perlopiù letame di cavallo essiccato e ridotto in polvere) e coperti con delle ramaglie per proteggere le piantine dalle gelate. Le piantine venivano lasciate crescere così all'incirca fino ad aprile.
Nel XIX secolo, le coltivazioni iniziarono ad essere frequentemente attaccate da piccoli coleotteri come l'Epitrix cucumeris o l'Epitrix pubescens, che nel 1876 arrivarono a distruggere la metà del raccolto di tabacco degli Stati Uniti. Negli anni seguenti si discusse a lungo e si fecero vari esperimenti per cercare di rimettere sotto controllo questi parassiti e, attorno al 1880, ci si accorse che sostituire le ramaglie protettive con dei telai ricoperti di un tessuto molto sottile avrebbe in effetti salvaguardato le piante dall'appetito dei temibili insetti. La pratica di costruire queste rudimentali serre protettive cominciò così a diffondersi fino ad essere adottata ovunque nel corso del decennio successivo.
Attualmente, a differenza di quanto accade in altri paesi, negli Stati Uniti le coltivazioni di tabacco sono spesso fertilizzate con fosfati come l'apatite, in modo da limitare l'assorbimento di azoto che ne altererebbe l'aroma. A questa pratica, insieme con l'utilizzo di liquirizia ed altri aromi durante la lavorazione del prodotto, si attribuisce il diverso sapore che hanno le sigarette americane rispetto a quelle prodotte altrove. Si sospetta tuttavia che questa tecnica possa comportare effetti negativi per la salute dovuti al polonio contenuto in tracce nell'apatite.

### Il trapianto
Dopo che le piante hanno raggiunto una certa altezza, vengono trapiantate nei campi. Un tempo questa operazione veniva effettuata scavando una piccola buca nel terreno con un paletto ed inserendo poi nel buco la piantina. A partire dal secolo scorso furono inventate numerose macchine che svolgono questo lavoro automaticamente.

### Il raccolto

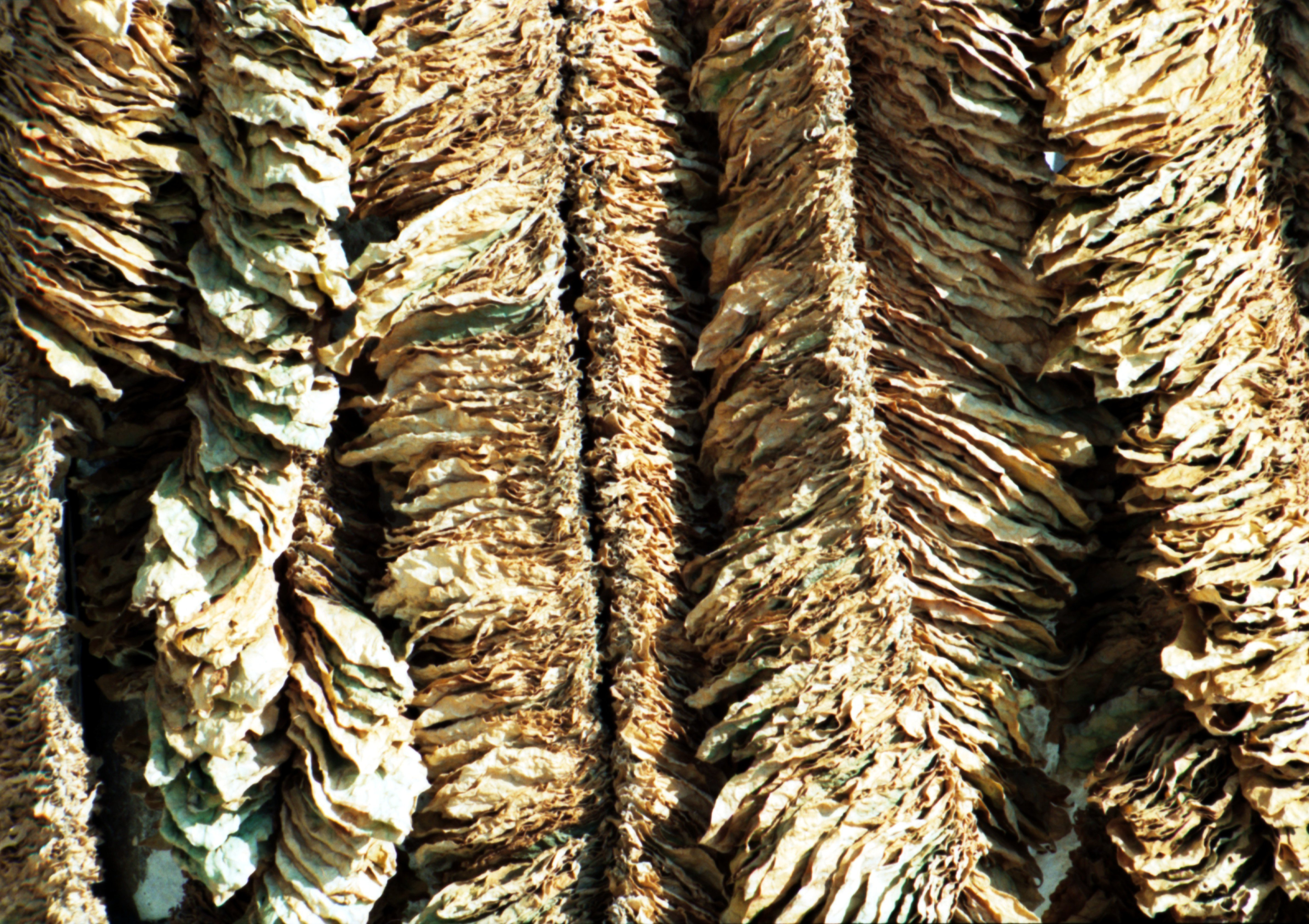
Foglie di tabacco Basma messe a seccare al sole a Xanthi in Grecia

I metodi di raccolta del tabacco sono due. Nel metodo più antico, la pianta viene raccolta tutta intera, recidendone il gambo all'altezza del suolo con un coltello ricurvo. Nel XIX secolo si iniziò a raccogliere il tabacco della varietà "bright" staccando le singole foglie mature dal fusto. Le foglie iniziano a maturare a partire da quelle più basse per procedere con quelle più alte. In questo modo un campo viene sottoposto a numerose "potature" prima che il tabacco sia interamente raccolto e si possano tagliare via i fusti. Le foglie più basse, che sono raccolte per prime sono dette "sand lugs" dal momento che si trovano spesso a contatto con il terreno e coperte dalla sporcizia che vi schizza sopra quando piove. Le "sand lugs" sono più pesanti delle altre e la loro lavorazione è più difficoltosa. Un tempo i raccoglitori mettevano le foglie su slitte trainate da animali da soma, mentre ora per il trasporto si usano trattori con rimorchio.
Alcuni coltivatori si servono delle "mieti-tabacco" ("Tobacco harvesters") che fondamentalmente sono dei particolari rimorchi trainati da un trattore. Su questi vi sono due file di sedie, una per i raccoglitori e una per i "legatori": i primi raccolgono mazzi di foglie e le passano ai secondi che le legano con uno spago e le appendono ad una lunga trave di legno. Tradizionalmente il gruppo dei raccoglitori, che dovevano stare in mezzo al campo fangoso continuamente colpiti al volto dalle grandi foglie del tabacco, era composto da uomini mentre dell'operazione di legatura si occupavano le donne. Sulla "mieti- tabacco" possono trovare posto 10 lavoratori: a 8 persone che si dedicano a raccogliere e legare le foglie si aggiungono un "impaccatore" ("packer"), che prende dai legatori i pali con le foglie e li ripone nella parte adibita a deposito, e il pilota. È interessante notare che solitamente le due file di sedie sporgono all'esterno del mezzo per lasciare più spazio al prodotto, ed è necessario che il peso delle squadre di lavoratori sia equilibrato, altrimenti il carro potrebbe risultare sbilanciato e rovesciarsi. Le "mieti-tabacco" portano generalmente anche delle grandi taniche d'acqua per consentire ai lavoratori di dissetarsi e contrastare i caldo e il pericolo di disidratazione.

### Il trattamento e l'essiccazione

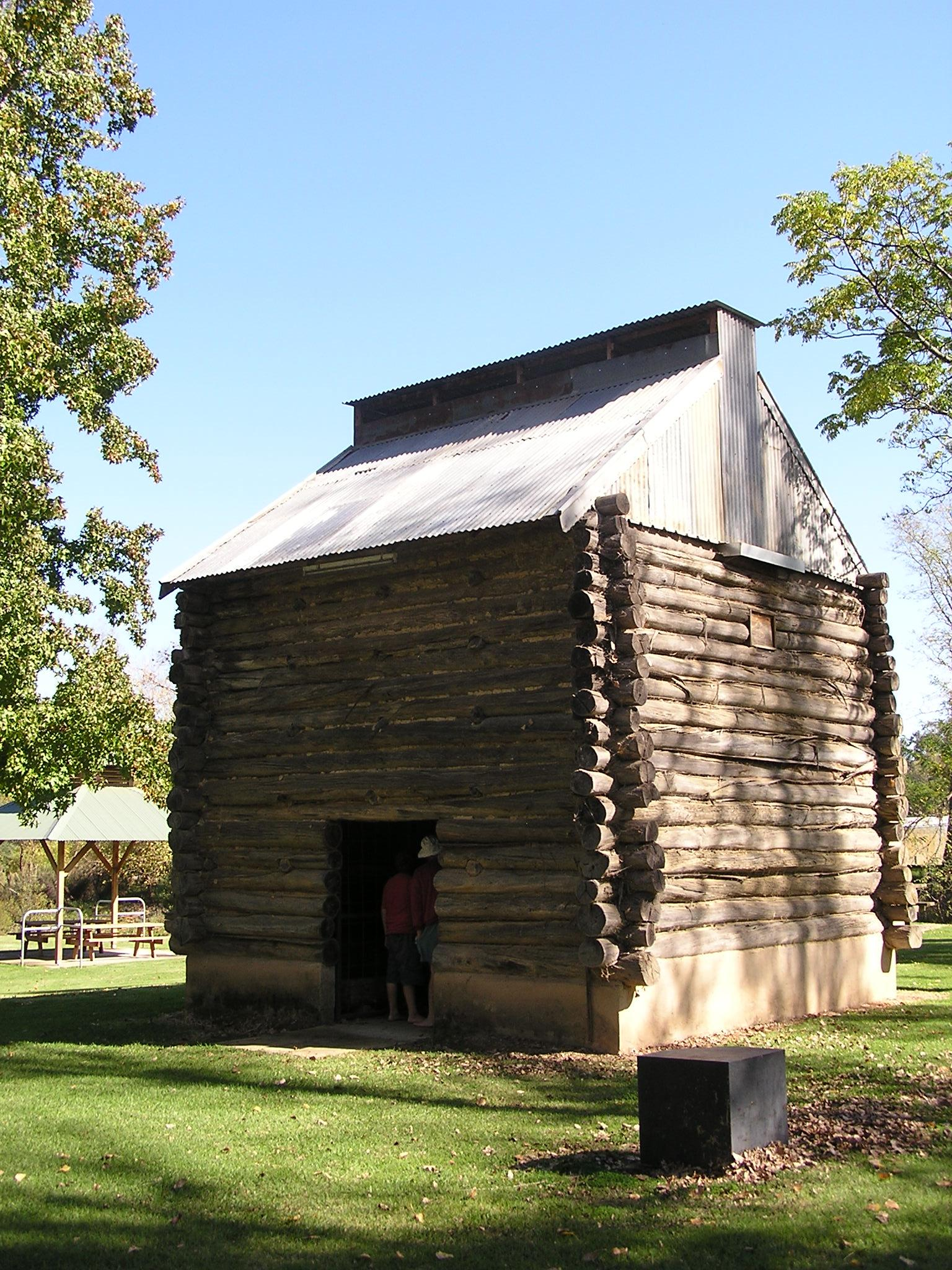
Myrtleford, Victoria, Australia: un antico essiccatoio per il tabacco

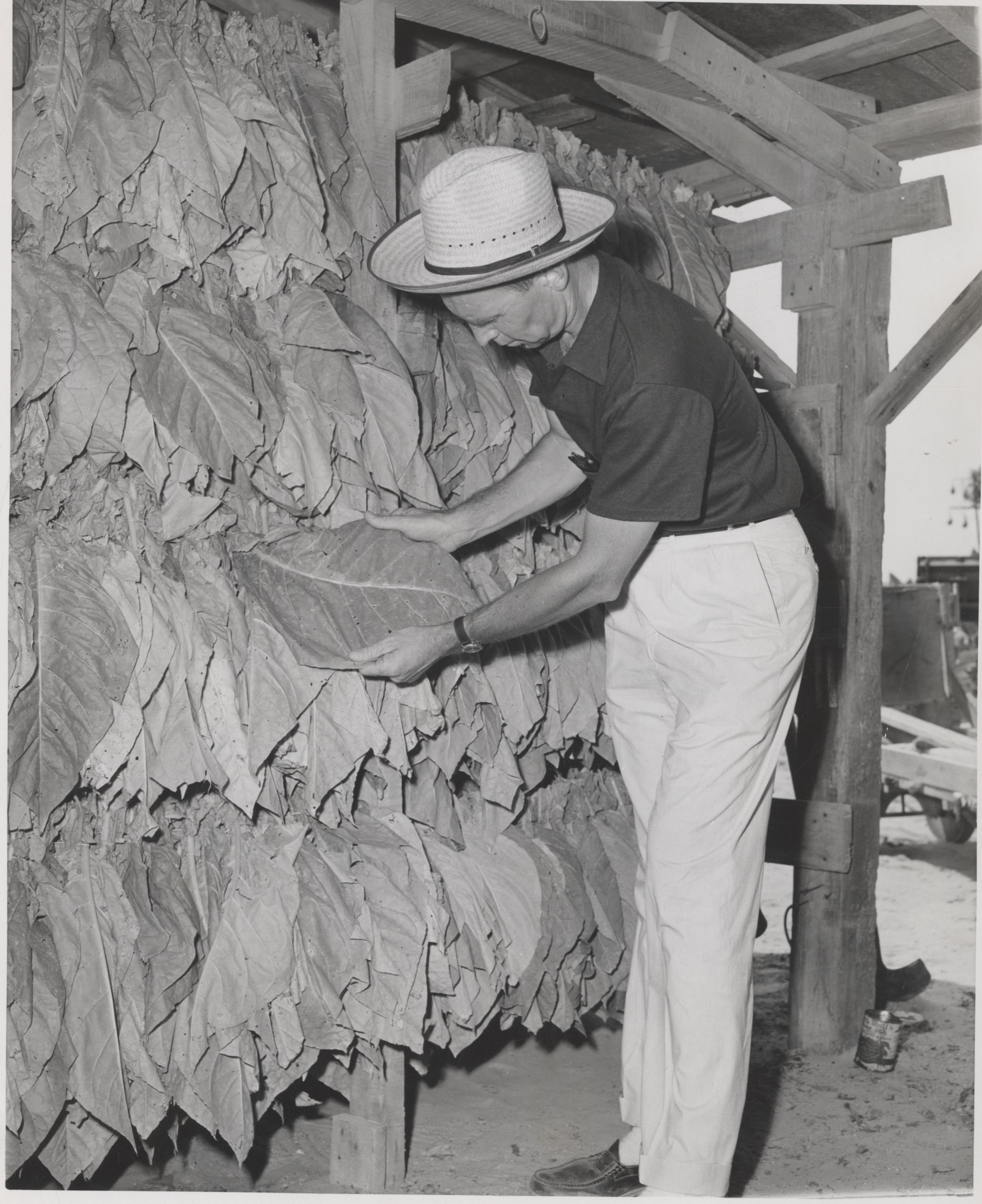
Essiccazione ad aria

I mazzi di foglie vengono portati in grandi capannoni o essiccatoi ("Kiln houses") dove vengono sottoposti a vari tipi di trattamenti. I metodi sono diversi a seconda del tipo di tabacco e la struttura di questi stabilimenti varia di conseguenza:
- Il tabacco "Air-cured" viene appeso in essiccatoi ben ventilati e lasciato a seccare per circa due settimane.
- Il tabacco "Flue-cured" tradizionalmente veniva legato agli steli della pianta che,a loro volta erano appesi ad una serie di pali all'interno di particolari essiccatoi dotati di condotti collegati a focolari esterni, in modo da essiccare le foglie con il calore senza però affumicarle.
- Il tabacco "Sun-cured" viene lasciato essiccare direttamente alla luce del sole. Metodo usato in Grecia, Turchia e altri paesi mediterranei per la produzione di tabacchi orientali.

Negli Stati Uniti gli essiccatoi tradizionali stanno cadendo ormai in disuso, sostituiti da più efficienti impianti industriali. L'essiccazione e la successiva stagionatura permettono una lenta ossidazione e diminuzione dei carotenoidi delle foglie di tabacco. Questo processo favorisce la formazione nel tabacco di composti aromatici simili a quelli contenuti nel tè o nell'olio di rose, che contribuiscono a rendere più piacevole il sapore del fumo. Gli amidi si trasformano in zuccheri che provocano la glicazione delle proteine e, ossidandosi, si trasformano a loro volta in prodotti finali di glicazione avanzata (AGE), portando a termine un processo di caramellizzazione che aggiunge ulteriore aroma al prodotto. Alcuni studiosi ritengono che inalare gli AGE insieme al fumo di tabacco, sia uno dei motivi per cui la pratica aumenta il rischio di sviluppare l'arteriosclerosi e forme tumorali.
Il tabacco non stagionato oppure quello di bassa qualità sono spesso artificialmente aromatizzati con composti di questo tipo.

### Valutazione del prodotto
Dopo che il tabacco è stato essiccato, viene sottoposto ad un'ulteriore fase di lavorazione. Le foglie vengono divise in varie categorie a seconda della qualità raggiunta. In epoca coloniale al tabacco veniva assegnato un prezzo al momento di inserirlo nei barili che servivano per il trasporto, mentre nelle zone di produzione della qualità bright il prezzo veniva fissato bandendo un'asta tra i compratori. Al giorno d'oggi la stragrande maggioranza delle trattative viene fatta a scatola chiusa con contratti di compravendita che spesso anticipano la produzione stessa.

## Tipi di tabacco

### Tabacco aromatico Fire-cured
Il tabacco aromatico Fire-cured è una varietà di tabacco dall'aroma molto forte che si usa principalmente come ingrediente nella composizione dei tabacchi misti da pipa (pipe blend). La sua essiccazione è eseguita affumicandolo molto lentamente. Negli Stati Uniti viene coltivato principalmente nel Tennessee e nel Kentucky occidentale e in Virginia. Quello cresciuto nelle prime due zone è adoperato anche per produrre tabacco da masticare, da fiuto e sigarette. Ha un sapore molto pieno e lievemente floreale e aggiunge corposità e aroma alle misture.
In particolare il tabacco kentucky appartiene al gruppo dei tabacchi alcalini e viene usato in Italia per fabbricare i famosi sigari Toscano, sia a mano che a macchina.

### Tabacco Brightleaf
Il tabacco Brightleaf (a foglia chiara) è comunemente chiamato anche "tabacco della Virginia". Prima della guerra civile americana, il tabacco prodotto negli USA era quasi tutto del tipo fire-cured a foglia scura e veniva coltivato in fertili pianure usando una varietà della pianta dalla foglia molto robusta. Dopo la guerra del 1812 crebbe invece la domanda di un prodotto più dolce, leggero ed aromatico: in Ohio e in Maryland si cominciò così a coltivare una specie diversa, e i coltivatori sperimentarono diversi metodi di essiccazione, ma la soluzione decisiva non fu trovata fino al 1839.
Da secoli si sapeva che coltivando il terreno sabbioso degli altopiani (Highlands) si ottenevano piante più piccole e deboli. Il capitano Abisha Slade della Contea di Caswell nella Carolina del Nord possedeva una certa quantità di terreni scarsamente fertili proprio in quelle zone, e decise di piantarvi la nuova varietà di tabacco a foglia dorata (golden leaf). Slade aveva alle sue dipendenze uno schiavo chiamato Stephen che, attorno al 1839 produsse per caso per la prima volta il tabacco a foglia chiara usando del carbone per riaccendere il fuoco che stava usando per essiccare il raccolto: l'improvvisa ondata di calore fece diventare gialle le foglie. Sfruttando quella scoperta, Slade sviluppò il metodo per produrre il tabacco bright, ovvero coltivandolo su terreni poveri di nutrimento ed usando il carbone durante l'essiccazione. Slade rivelò la scoperta anche ad altri agricoltori locali, ed in breve tempo i terreni infertili e sabbiosi della zona ai piedi degli Appalachi, diventati redditizi, videro aumentare il proprio valore di venti o trenta volte.
Durante la guerra civile a Danville in Virginia che era la principale stazione ferroviaria sulla linea che portava i soldati confederati al fronte, si trovava il mercato del tabacco bright-leaf. I soldati portarono con sé questo tipo di tabacco e se lo scambiarono l'un l'altro contribuendo a diffondere l'abitudine al sapore di questo prodotto e creare per esso un mercato a base nazionale. Dopo la guerra, risultò che le contee di Caswell e Pittsylvania erano state le uniche a veder aumentare il proprio benessere e la propria ricchezza.

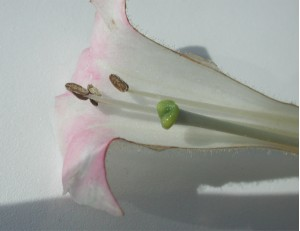
Sezione longitudinale di un fiore di tabacco

### Tabacco White Burley
Nel 1860 un coltivatore dello Stato dell'Ohio riscontrò nelle sue coltivazioni di Kentucky tobacco alcune piante che differivano sensibilmente per il loro aspetto e per la qualità del tessuto. Al saggio, questa differenza si estendeva all'aroma ed al gusto, più fine e gradevole. Furono selezionate le piante che presentavano più marcati questi caratteri differenziali e da allora si coltivò questa speciale varietà negli stati dell'Ohio e del Kentucky (Red Burley).
Nel 1864 George Webb, un coltivatore della contea di Brown in Ohio, piantò i semi della varietà Red Burley che aveva acquistato e, quando spuntarono, notò che alcune piantine avevano un aspetto biancastro e malaticcio. Le trapiantò ugualmente nei campi e queste finirono per svilupparsi comunque, mantenendo però il loro colore molto chiaro, maturando circa quindici giorni prima delle altre. Una volta essiccate, le foglie presentarono una fibra estremamente sottile e il loro proprietario le presentò come una curiosità alla fiera di Cincinnati. L'anno seguente Webb decise di coltivare 40000 m² di terreno con i semi di queste particolari piante e la sua audacia fu premiata all'asta dei raccolti. Si vide che, una volta trattate, queste foglie avevano un sapore dolce e possedevano capacità di assorbimento maggiore rispetto a quella delle altre varietà. Il "White burley" (tabacco bianco sottile) diventò così il principale ingrediente sia del tabacco da masticare, che delle misture da pipa e sigaretta. Attualmente il prodotto è chiamato quasi sempre soltanto Burley, dato che il Red Burley, una varietà a foglia scura coltivata a metà del XIX secolo non viene più prodotta.

### Tabacco Shade
Non molti sanno che anche lo stato del Connecticut, che si trova nel nord degli Stati Uniti, è un'importante area di coltivazione di tabacco. Molto tempo prima che gli europei arrivassero nella zona, i nativi raccoglievano le piante di tabacco selvatico che crescevano lungo le sponde del fiume Connecticut. Oggi la vallata di questo fiume che si trova a nord di Hartford è nota come Tobacco Valley (valle del tabacco). La varietà che cresce qui è nota come Shade Tobacco (tabacco scuro) e le sue foglie vengono usate per avvolgere alcune delle migliori qualità di sigari del mondo.
I primi coloni a giungere nel Connecticut impararono dai nativi l'abitudine di fumare la pipa ed iniziarono a coltivarlo per scopi commerciali, nonostante i Puritani si riferissero ad esso come all'"erba del diavolo". La pianta fu dichiarata fuorilegge nel 1650 ma nel XIX secolo, quando il consumo di sigari diventò molto popolare, la coltivazione di tabacco si trasformò in una fonte economica molto importante, che dava lavoro ad agricoltori e braccianti sia locali che immigrati. Ogni pianta fornisce al massimo 18 foglie adatte ad essere usate per avvolgere i sigari, e la loro raccolta e lavorazione richiede una grande cura ed abilità manuale.
Nel 1921 la produzione di tabacco in Connecticut raggiunse il suo massimo, con una superficie coltivata di 125 km². La crescita del consumo di sigarette, con il conseguente calo di quello di sigari, ha causato un crollo della domanda di questo tipo di tabacco che ha raggiunto il minimo nel 1992 con solo 8 km² coltivati. Da allora il consumo di sigari sta ritornando di moda e nel 1997 la superficie coltivata era raddoppiata.

### Il Perique
Il tabacco caratterizzato probabilmente dall'aroma più forte è il Perique, originario della Parrocchia di Saint James in Louisiana. Quando gli Acadiani arrivarono nella regione nel 1755, le tribù dei Choctaw e dei Chicksaw coltivavano una varietà di tabacco dal sapore molto particolare. Si attribuisce ad un coltivatore di nome Pierre Chenet (dal cui nome la parola Perique deriva) il merito di essere riuscito per primo, nel 1824, a trasformare questa varietà locale nel Perique, per mezzo di una tecnica di fermentazione pressurizzata.
Lo sviluppo delle piante viene impedito manualmente e vengono potate appena cresciute fino a lasciare loro soltanto 12 foglie. Alla fine di giugno, quando le foglie hanno assunto una colorazione di un intenso verde scuro e le piante hanno raggiunto un'altezza di circa 75 cm, le piante vengono raccolte intere a tarda sera ed appese a seccare in un essiccatoio aperto ai lati.
Quando le foglie si sono parzialmente seccate ma sono ancora elastiche (generalmente restano appese meno di due settimane), vengono pulite, inumidite e staccate dal gambo. Vengono poi arrotolate in mazzetti di circa 450 g di peso e pressate in barili da whiskey di noce americana. Il tabacco a questo punto viene tenuto sotto pressione usando ceppi di legno di quercia e grosse morse, spremendo fuori tutta l'aria dalle foglie ancora umide. Circa una volta al mese i mazzetti vengono estratti e maneggiati affinché un po' d'aria penetri nuovamente nel tabacco. Dopo circa un anno di questo trattamento il Perique è pronto per il consumo, sebbene possa anche restare sotto pressione per vari anni senza perdere in freschezza. Il prodotto finito risulta di un marrone molto scuro, quasi nero, molto umido e con un aroma fruttato, dal vago sentore di aceto.
Considerato il re dei tabacchi da pipa, il Perique è adoperato come ingrediente di molte misture, ma è troppo forte per essere fumato puro. In passato c'era anche l'usanza di masticare il Perique fresco, ma quest'abitudine è ora scomparsa. Attualmente sono dedicati a questa produzione meno di 65000 m² di terreno, quasi tutti di proprietà di un singolo coltivatore di Grande Pointe in Louisiana, in quanto per ragioni ancora sconosciute questo tabacco può essere prodotto con successo solo in un territorio ridottissimo.

### Tabacco Orientale
Il Tabacco Orientale è una varietà dalle foglie piccole che viene coltivato in Turchia, Grecia, Bulgaria e Macedonia del Nord: è spesso chiamato "tabacco turco", dato che tutte queste regioni in passato facevano parte dell'Impero ottomano. Viene generalmente essiccato esponendolo al sole ed è caratterizzato da un aroma intenso. I primi tipi di sigaretta apparsi sul mercato erano composti interamente di questo tipo di tabacco, mentre ai giorni nostri viene usato in misture sia per la pipa che nelle sigarette. Una tipica sigaretta americana è fatta da una mistura di Bright Virginia, Burley e Oriental.

#### Latakia
Il Latakia è un tipo particolare di tabacco orientale a foglia piccola, coltivato lungo la costa siriana e (oggi quasi esclusivamente) nell'isola di Cipro. Prende il nome dalla città siriana di Laodicea (Latakia). La lavorazione comporta un'affumicatura a fuoco diretto di essenze aromatiche e fa sì che il colore delle foglie assuma tonalità che vanno dal bruno-grigiastro al nero. Di gusto dolce e leggero, leggermente stucchevole, non è adatto a essere fumato da solo né per essere usato nella fabbricazione di sigarette o di sigari, salvo rarissime eccezioni. È invece molto usato come componente aromatizzante nelle miscele di tabacchi per pipa, grazie alla carica aromatica molto intensa e gradevole e anche grazie all'ottima capacità di legare bene con altri tabacchi conferendo carattere alle miscele. In particolare entra come componente essenziale nelle cosiddette miscele di stile inglese (la classica "miscela inglese" è formata all'incirca dall'80% di Virginia, dal 15% di Orientale generico e dal 5% di Latakia).

### Tabacco Y1
Lo Y1 è un tipo di tabacco creato alla fine degli anni settanta dalla Brown & Williamson attraverso una serie di incroci volti ad ottenere un prodotto con un contenuto di nicotina eccezionalmente elevato. Sebbene contenga un quantitativo di catrame all'incirca equivalente a quello del tabacco "flue-cured", esso ha un contenuto di nicotina molto più alto (6,5% rispetto a 3,2—3,5%), che non ha alcuna influenza sul suo aroma ma verosimilmente causa una maggior dipendenza nel consumatore. Lo Y1 è stato inserito nelle misture utilizzate in alcune marche della B&W commercializzate negli Stati Uniti d'America (e forse anche in Europa) dal 1993 al 1999.

## Altre denominazioni
- Erba tornabuona, antico nome italiano, dovuto al fatto che il tabacco fu introdotto in Italia dalla Spagna nel XVI secolo dall'abate Nicolò Tornabuoni.
- Erba Santa per le numerose presunte virtù medicinali che nel XVI secolo si pensava possedesse.

## Usi del tabacco
Dalla fine del XVII secolo il tabacco fu utilizzato come antiafrodisiaco e quindi l'uso ne fu particolarmente raccomandato ai religiosi per attenuare eventuali pulsioni di libidine.
Oggi il tabacco viene assunto principalmente fumandolo sotto forma di sigaro, sigaretta o bruciato in pipe. Altre forme di consumo comprendono il tabacco per uso orale (come il tabacco da masticare e lo snus svedese) l'aspirazione di polvere di tabacco (tabacco da fiuto) o la vaporizzazione attraverso dispositivi elettronici di svapo con liquidi a base di glicole propilenico e glicerina vegetale,nei quali viene estratto, attraverso processi di macerazione delle foglie,l’aroma del Tabacco.
Tra i componenti del tabacco c'è la nicotina, un alcaloide e una potente neurotossina che viene assorbita dall'organismo durante il consumo procurando effetti piacevoli e stimolanti, ma nel contempo generando assuefazione e dipendenza.
I rischi per la salute, pur essendo sempre presenti, variano in base al modo e alla quantità di assunzione. Essi vanno dal tumore ai polmoni passando per danni cardio-vascolari, potenziali danni al feto per le donne incinte e persino rischi per la vista (il fumo è tra i fattori che favoriscono l'insorgenza di una malattia della retina chiamata degenerazione maculare legata all'età che può provocare ipovisione e cecità centrale).

## Produzione
| I maggiori produttori di tabacco nel 2018 | I maggiori produttori di tabacco nel 2018 |
| Paese                                     | Produzione (tonnellate)                   |
| ----------------------------------------- | ----------------------------------------- |
| Cina                                      | 2.241.000                                 |
| Brasile                                   | 762.266                                   |
| India                                     | 749.907                                   |
| Stati Uniti                               | 241.870                                   |
| Indonesia                                 | 181.095                                   |
| Zimbabwe                                  | 132.200                                   |
| Zambia                                    | 115.950                                   |
| Tanzania                                  | 107.009                                   |
| Pakistan                                  | 106.727                                   |
| Argentina                                 | 104.093                                   |

### Principali paesi produttori di tabacco nel 2004-2005
| Stato          | Produzione (t) | %     |              | %     |
| -------------- | -------------- | ----- | ------------ | ----- |
| Cina           | 2 409 990,00   | 37 %  | 2 685 500,00 | 41 %  |
| Brasile        | 921 281,00     | 14 %  | 878 651,00   | 13 %  |
| India          | 598 000,00     | 9 %   | 598 000,00   | 9 %   |
| Stati Uniti    | 398 810,00     | 6 %   | 293 600,00   | 4 %   |
| Indonesia      | 141 000,00     | 2 %   | 141 000,00   | 2 %   |
| Turchia        | 157 000,00     | 2 %   | 140 716,00   | 2 %   |
| Grecia         | 127 000,00     | 2 %   | 123 729,00   | 2 %   |
| Argentina      | 118 000,00     | 2 %   | 118 000,00   | 2 %   |
| Italia         | 102 765,00     | 2 %   | 110 000,00   | 2 %   |
| Pakistan       | 86 200,00      | 1 %   | 84 400,00    | 1 %   |
| Thailandia     | 68 000,00      | 1 %   | 70 000,00    | 1 %   |
| Malawi         | 69 500,00      | 1 %   | 69 500,00    | 1 %   |
| Corea del Nord | 64 000,00      | 1 %   | 65 400,00    | 1 %   |
| Zimbabwe       | 62 320,00      | 1 %   | 65 000,00    | 1 %   |
| Bulgaria       | 69 569,00      | 1 %   | 62 000,00    | 1 %   |
| Giappone       | 52 659,00      | 1 %   | 49 000,00    | 1 %   |
| Filippine      | 47 800,00      | 1 %   | 47 800,00    | 1 %   |
| Canada         | 42 430,00      | 1 %   | 43 000,00    | 1 %   |
| Spagna         | 33 702,00      | 1 %   | 40 192,00    | 1 %   |
| Bangladesh     | 39 000,00      | 1 %   | 39 000,00    | 1 %   |
| Polonia        | 32.000,00      | 1%    | 32.000,00    | 1%    |
| Altri paesi    | 836 266,00     | 13 %  | 848 121,00   | 13 %  |
| Totale         | 6 445 292,00   | 100 % | 6 572 609,00 | 100 % |

## Riferimenti normativi
- Artt. 39-bis e succ. del Decreto legislativo 26 ottobre 1995, n. 504 - Testo unico delle disposizioni legislative concernenti le imposte sulla produzione e sui consumi e relative sanzioni penali e amministrative.